# USS Stansbury (DD-180)
USS Stansbury (DD–180) là một tàu khu trục thuộc lớp Wickes của Hải quân Hoa Kỳ trong giai đoạn Chiến tranh Thế giới thứ nhất, sau được cải biến thành tàu quét mìn DMS-8, rồi thành một tàu phụ trợ AG-107 trong Chiến tranh Thế giới thứ hai. Nó là chiếc tàu chiến duy nhất của Hải quân Hoa Kỳ được đặt tên theo John Stansbury (1788-1814), một sĩ quan Hải quân Hoa Kỳ tử trận trong cuộc Chiến tranh 1812.

## Thiết kế và chế tạo
Stansbury được đặt lườn vào ngày 9 tháng 12 năm 1918 tại xưởng tàu của hãng  Union Iron Works ở San Francisco, California. Nó được hạ thủy vào ngày 16 tháng 5 năm 1919, được đỡ đầu bởi cô Mary Eleanor Trevorrow, và được đưa ra hoạt động tại Xưởng hải quân Mare Island vào ngày 8 tháng 1 năm 1920 dưới quyền chỉ huy của Hạm trưởng, Trung tá Hải quân J. W. Lewis.

## Lịch sử hoạt động

### Giữa hai cuộc thế chiến
Stansbury phục vụ cùng Hạm đội Thái Bình Dương trong hơn hai năm, lúc nó được mang ký hiệu lườn DD-180. Vào ngày 27 tháng 5 năm 1922, nó được cho xuất biên chế và neo đậu tại San Diego, California trong thành phần hạm đội dự bị. Khi Chiến tranh Thế giới thứ hai nổ ra tại Châu Âu vào tháng 9 năm 1939, nó được huy động trở lại cùng nhiều tàu chị em cùng lớp. Stansbury được cho nhập biên chế trở lại tại San Diego vào ngày 29 tháng 8 năm 1940 dưới quyền chỉ huy của Hạm trưởng, Thiếu tá Hải quân R. N. McFarlane, và di chuyển đến Xưởng hải quân Mare Island để được cải biến thành một tàu quét mìn cao tốc. Đến tháng 10, nó chuyển đến Norfolk, Virginia, nơi công việc cải biến được hoàn tất. Vào ngày 19 tháng 11, nó được xếp lại lớp như một tàu khu trục quét mìn với ký hiệu lườn DMS-8.

### Thế Chiến II
Stansbury được điều về Hạm đội Đại Tây Dương từ tháng 10 năm 1940 đến tháng 12 năm 1943. Nó trải qua năm đầu tiên thực tập quét mìn, hộ tống ven biển và thực hành cơ động tại vùng biển Caribe. Vào ngày 30 tháng 6 năm 1942, đang khi hộ tống chiếc City of Birmingham đi từ Norfolk đến Bermuda, nó đã tấn công một tàu ngầm U-boat Đức với mìn sâu. Hoàn cảnh biển động cùng hoạt động cứu vớt những người sống sót từ chiếc tàu buôn bị đắm do trúng ngư lôi đã ngăn trở việc tấn công có kết quả. Tuy nhiên, các nỗ lực nhân đạo tỏ ra thành công, và vào ngày 1 tháng 7, nó đi vào Bermuda với 390 người được cứu vớt trên tàu.
Chiếc tàu quét mìn khởi hành từ Norfolk vào ngày 24 tháng 10 năm 1942 để gia nhập Lực lượng Đặc nhiệm 34 cho Chiến dịch Torch, cuộc tấn công đổ bộ lên Bắc Phi. Stansbury được phân về Hải đội Quét mìn 7 thuộc Lực lượng Tấn công Trung tâm cho chiến dịch đổ bộ, đi đến khu vực tấn công ở Fedala dọc bờ biển cạnh Cassablanca vào ngày 7 tháng 11. Nó cùng các tàu quét mìn khác tiến hành quét mìn chuẩn bị các lối tiếp cận, rồi gia nhập lực lượng bảo vệ để tuần tra tại khu vực vận chuyển. Vào ngày 15 tháng 11, chiếc Electra bị trúng ngư lôi, nhưng nhờ những nỗ lực của Stansbury, Raven và Cherokee, nó tiếp tục nổi được suốt đêm và sau đó được cho mắc cạn tại bãi biển Cassablanca vào sáng hôm sau. Chiếc tàu quét mìn quay trở về Hampton Roads, Virginia vào ngày 26 tháng 12 năm 1942. Trong năm tiếp theo, nó tiếp nối nhiệm vụ hộ tống vận tải duyên hải dọc bờ biển Hoa Kỳ và tại Bắc Đại Tây Dương cho đến tận Iceland.
Vào ngày 4 tháng 12 năm 1943, Stansbury băng qua kênh đào Panama để gia nhập Hạm đội Thái Bình Dương. Nó tiến hành các cuộc thực tập quét mìn ngoài khơi bờ biển California trong khoảng một tháng, rồi khởi hành từ San Diego vào ngày 13 tháng 1 năm 1944 hướng sang phía Tây cùng với Lực lượng Đặc nhiệm 53. Chúng đi đến Lahaina Roads thuộc quần đảo Hawaii vào ngày 22 tháng 1, rồi lại lên đường ngay ngày hôm sau hướng đến quần đảo Marshall. Stansbury hoạt động chống tàu ngầm cả trên đường đi đến Kwajalein lẫn trong lúc tấn công chiếm đóng đảo san hô này. Nó ở lại khu vực lân cận từ ngày 1 đến ngày 7 tháng 2, rồi gia nhập một đội đổ bộ để quay trở về Funafuti thuộc quần đảo Ellice. Vào ngày 13 tháng 2, nó lên đường đi Noumea, New Caledonia, đến nơi vào ngày 20 tháng 2. Trong gần bốn tháng tiếp theo, nó hoạt động tại khu vực Nam Thái Bình Dương, hộ tống nhiều đoàn tàu đổ bộ tiếp liệu, ghé qua quần đảo Solomon, New Hebrides và New Britain, hộ tống một phần lực lượng đổ bộ lên quần đảo Admiralty đến mục tiêu vào giữa tháng 4. Nó quay trở lại khu vực Trung tâm Thái Bình Dương ở Eniwetok vào tháng 5.
Vào ngày 10 tháng 6, Stansbury cùng chín tàu quét mìn khác khởi hành từ Eniwetok, và sau ba ngày đã đến điểm hẹn ngoài khơi Saipan cùng Lực lượng Đặc nhiệm 58, lực lượng tàu sân bay nhanh dưới quyền Phó đô đốc Marc Mitscher. Các tàu quét mìn càn quét bờ biển phía Tây của hòn đảo trong khi lực lượng đặc nhiệm bảo vệ cho chúng; và sau năm giờ rà soát chúng rút lui để gia nhập một đội bắn phá bờ biển thuộc Lực lượng Đặc nhiệm 53. Stansbury đã giúp bảo vệ chống tàu ngầm cho các tàu chiến lớn cho đến khi lực lượng đổ bộ chính đến nơi vào ngày 15 tháng 6, rồi nó tham gia vào việc bắn phá Guam. Quay trở lại khu vực phụ cận Saipan và Tinian, nó bắn pháo hỗ trợ cho lực lượng trên bờ cho đến ngày 26 tháng 6, khi nó lên đường quay về Eniwetok. Vào ngày 21 tháng 7, sau gần bốn tuần vắng mặt, nó quay trở lại khu vực quần đảo Mariana cùng với Lực lượng Đặc nhiệm 53 để hỗ trợ cho việc chiếm đóng Guam. Trong một tuần, nó bảo vệ chống tàu ngầm cho các con tàu của lực lượng đặc nhiệm cũng như tuần tra canh phòng cho các đơn vị đổ bộ.
Vào ngày 28 tháng 7, Stansbury quay trở lại Eniwetok trong thành phần hộ tống cho một đội vận chuyển. Đến ngày 7 tháng 8, nó khởi hành từ Eniwetok để đi San Francisco, ngang qua Trân Châu Cảng, đến nơi vào ngày 26 tháng 8, và đi vào ụ tàu của hãng General Engineering & Dry Dock Co. Khi việc đại tu hoàn tất vào ngày 17 tháng 1 năm 1945, chiếc tàu quét mìn lên đường đi San Diego, đến nơi vào ngày hôm sau, và trình diện để hoạt động cùng Đội thử máy San Diego.
Trong thời gian còn lại của chiến tranh, nó phục vụ như tàu huấn luyện cho Bộ chỉ huy Huấn luyện Tác chiến Hạm đội thuộc Hạm đội Thái Bình Dương. Ký hiệu lườn của nó thay đổi từ DMS-8 sang AG-107 vào ngày 5 tháng 6 năm 1945. Đến tháng 9 năm 1945, nó lại băng qua kênh đào Panama và hướng đến Norfolk. Stansbury được cho ngừng hoạt động tại Xưởng hải quân Norfolk vào ngày 11 tháng 12 năm 1945; tên nó được cho rút khỏi danh sách Đăng bạ Hải quân vào ngày 3 tháng 1 năm 1946; và lườn tàu được bán cho hãng Luria Bros. Co. ở Philadelphia, Pennsylvania vào ngày 26 tháng 10. Việc tháo dỡ nó bắt đầu vào ngày 25 tháng 1 năm 1947.

## Phần thưởng
Stansbury được tặng thưởng ba Ngôi sao Chiến trận do thành tích phục vụ trong Thế Chiến II.